# Tomáš Halík

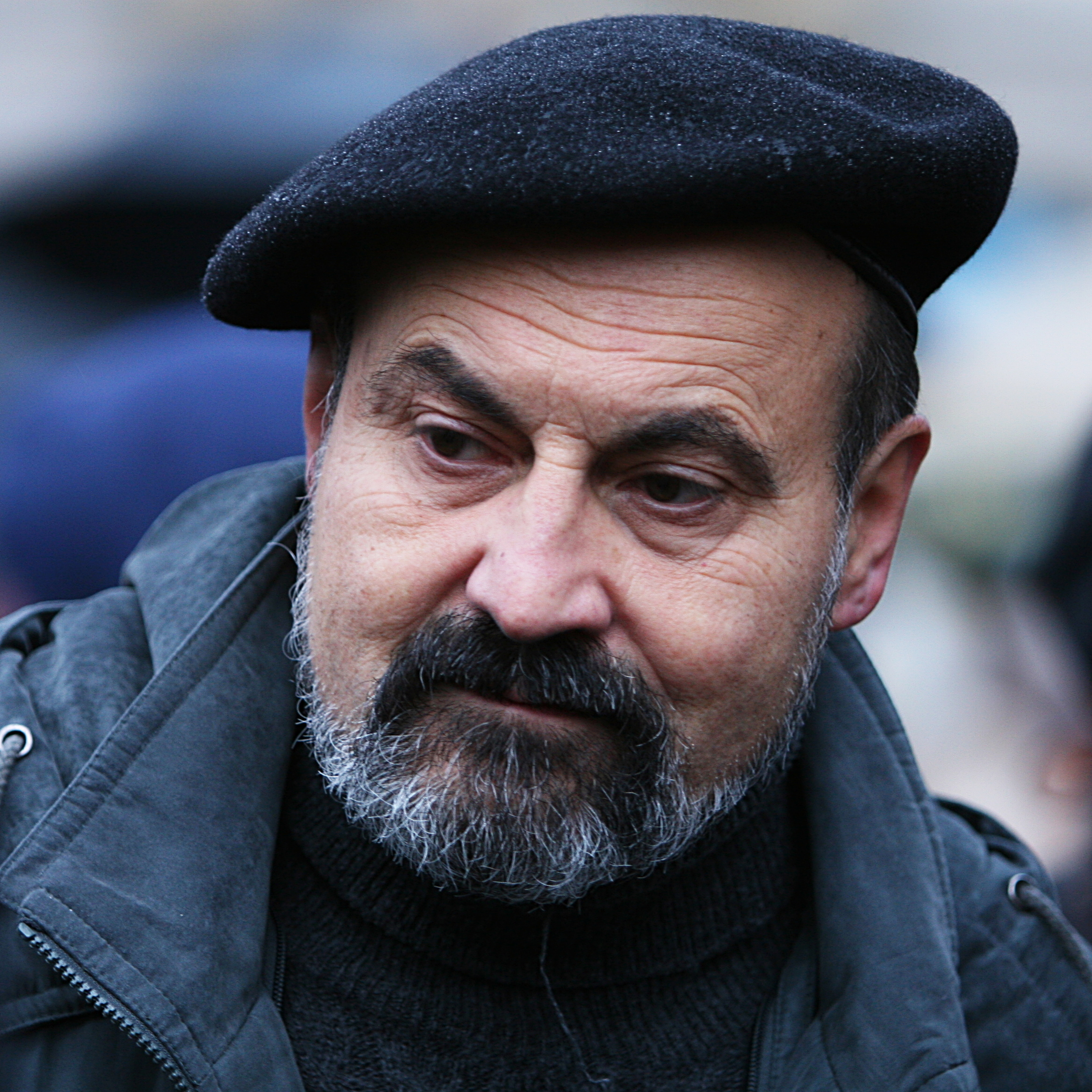
Tomáš Halík

Tomáš Halík (Praga, 1 de junho de 1948) é um padre católico, filósofo e teólogo checo. Foi laureado com o Prémio Templeton de 2014.

## Biografia
Halík estudou sociologia e filosofia em Praga, na então Checoslováquia, e em Bangor, no Reino Unido. Durante o regime comunista, foi proibido de ensinar e trabalhou em várias ocupações, sendo psicoterapeuta para toxicodependentes e alcoólicos. Estudou clandestinamente teologia em Praga e foi ordenado padre (secretamente), no ano de 1978, na Alemanha de Leste. Na década de 1980, foi próximo do Cardeal František Tomášek, e esteve envolvido na chamada "Igreja de resistência".
Depois do fim do regime comunista, em 1989, foi um dos conselheiros do Presidente Václav Havel. Ensinou, na qualidade de professor convidado nas Universidades de Oxford e Cambridge, no Reino Unido. Foi inclusivamente convidado para fazer uma intervenção no Parlamento Checo, por ocasião do Natal de 1990. 
Na actualidade, discute publicamente temas éticos, como o racismo, a intolerância política e religiosa, o processo de secularização, bem como os processos de expansão e integração europeia.
Halík é autor de uma vasta obra teológica, da qual estão publicadas em Portugal, Paciência com Deus (2013), A Noite do Confessor (2014), O Meu Deus é Um Deus Ferido (2015), Quero que Sejas Tu (2016), O Abandono de Deus (2016), de parceria com Anselm Grün, e Diante de Ti, os Meus Caminhos (2018), a sua autobiografia espiritual. Em 2014, foi o laureado com o Prêmio Templeton.
Halík é membro de várias associações científicas e culturais, como a Sociedade Europeia para a Teologia Católica, a Sociedade Internacional para a Psicologia da Religião, e a Sociedade Checoslovaca para as Ciências e as Artes, com sede em Washington, Estados Unidos.
O seu livro Paciência com Deus (2007) recebeu o prémio para o melhor livro teológico europeu. O livro foi publicado em Portugal em 2013, sendo que já vai na 5ª edição. 

## Controvérsias
Halík tem algumas posições dissidentes em relação a posições oficiais da Igreja Católica. É a favor da ordenação de mulheres, sustentando que o facto de Jesus não as ter escolhido para Apóstolos não anula essa possibilidade. Defende também o acolhimento de pessoas e de uniões homossexuais, rejeitando que devam ser necessariamente celibatárias. Halík criticou a proibição do aborto eugénico na Polónia, em 2020, afirmando que "a aclamada vitória dos grupos "pró-vida" na Polónia com a criminalização do aborto, encorajará o "turisto do aborto" das mulheres Polacas para a República Checa e a Eslováquia, contribuindo muito pouco para a proteção do nascituro e falhando actualmente em parar o mal do aborto."
Numa entrevista publicada em 6 de Março de 2024, afirma que a Igreja não deve mais defender a proibição do aborto: "Precisamos de aprender a funcionar numa sociedade pluralista; aceitar o facto de que no ordenamento jurídico de um Estado laico não há lugar para a criminalização do aborto; aceitar a legalização das uniões entre pessoas do mesmo sexo."
No seu livro A Tarde do Cristianismo (2024) defende abertamente a reabilitação do modernismo e critica duramente o Papa Pio X pela sua condenação.